# María Auxiliadora Vega García
María Auxiliadora Vega García (Bornos, 5 de febrero de 1966) es una política española del PSOE y alcaldesa de Bornos desde 2003 a 2007. Ha sido la primera en ocupar dicho cargo en el pueblo. 

## Trayectoria política
Fue concejala del Ayuntamiento de Bornos, desempeñándose en la comisión especial de cuentas de economía y hacienda. Tras haber sido concejala, y tras la dimisión de Juan Sevillano Jiménez, fue elegida alcaldesa en las municipales de 2003, cargo que desempeñó hasta 2007. 
Después de ser alcaldesa volvió a presentarse como cabeza a las elecciones, pero no fue elegida, llegando a ocupar el cargo de directora en una guardería de Arcos de la Frontera. 
Por último, ha trabajado como cuidadora en la guardería de su pueblo natal.